# طبریجان
طبریجان Tabarijan که در گویش محلی تَوَریّون Tavariyun نامیده می‌شود روستایی است در شهرستان بروجرد در استان لرستان. این روستا در دهستان شیروان در بخش مرکزی این شهرستان قرار دارد.

## جمعیت
بنابر سرشماری مرکز آمار ایران، جمعیت این روستا در سال ۱۳۸۵، برابر با ۵۰۳ نفر بوده‌است که از این میان ۲۶۰ نفر مرد و بقیه زن بوده‌اند. طبریجان ۱۲۳ خانوار جمعیت دارد.